# Vipers Kristiansand
Vipers Kristiansand war ein norwegischer Frauen-Handballverein aus Kristiansand, der in der höchsten norwegischen Spielklasse antrat.

## Geschichte
Am 12. Januar 1938 wurde der Mutterverein IK Våg in Vågsbygd, einem Stadtteil von Kristiansand, gegründet. In der Nachkriegszeit des Zweiten Weltkrieges formierte sich eine Handball-Trainingsgruppe im Verein. Handball wurde anfangs nur draußen auf Schotter- und Rasenplätzen ausgeübt. Am 29. September 1946 trug die Frauenmannschaft gegen eine Mannschaft aus Mandal ihr erstes Spiel vor über 1000 Zuschauern aus, das mit 0:2 verloren wurde. Ab dem Jahr 1947 nahm IK Våg am Spielbetrieb teil. Die Mannschaft startete in der C-Klasse (die dritthöchste Spielklasse) und konnte die erste Spielzeit, die im Herbst 1948 endete, ungeschlagen als Tabellenerster abschließen. 1949 beendete Våg die B-Klasse als Tabellenerster und stieg in die A-Klasse auf. Im folgenden Jahr verließen mehrere Spielerinnen den Verein, weshalb die Mannschaft aus der A-Klasse zurückgezogen wurde. 1957 kehrte IK Våg in die A-Klasse zurück. Bis zum Jahr 1965 nahm eine Mannschaft am Spielbetrieb teil, anschließend wurde keine Mannschaft mehr für die Freiluftsaison gemeldet.
IK Våg lief ab 1965 erstmals in der Hallensaison auf. Ende der 1960er konnte jedoch nur noch im Jugendbereich Mannschaften gemeldet werden. In der Saison 1974/75 meldete der Verein wieder eine Frauenmannschaft für den Ligabetrieb an, die in ihrem Kader lediglich aus 16-jährigen Mädchen bestand. Våg schloss seine erste Spielzeit in der 4. divisjon als Meister ab und stieg in die 3. divisjon auf. In der darauffolgenden Spielzeit verpasste die Mannschaft jedoch den Klassenverbleib. Bis zur Saison 1984/85 trat die Frauenmannschaft entweder in der 4. oder 3.  divisjon ab. Anschließend musste der Verein den Gang in die 5.  divisjon antreten. IK Våg kehrte 1989 in die 4. divisjon zurück. Die erste Spielzeit wurde zwar auf dem dritten Platz beendet, jedoch übernahm die Mannschaft in der Folgesaison den Startplatz von Kristiansand IF in der 3. divisjon. In folge einer Vereinbarung zwischen den beiden Vereinen wechselten sämtliche weibliche Handballerinnen von Kristiansand IF zum IK Våg, während im Gegenzug die männlichen Akteure von Våg im umgekehrter Richtung wechselten. Gleich in der ersten Saison gelang Våg den Aufstieg in die 2. divisjon. Nachdem die erste Spielzeiten auf dem dritten Tabellenplatz beendet wurde, folgten in den beiden nächsten Spielzeiten zwei Abstiege. Daraufhin arbeitete sich der Verein kontinuierlich nach oben.

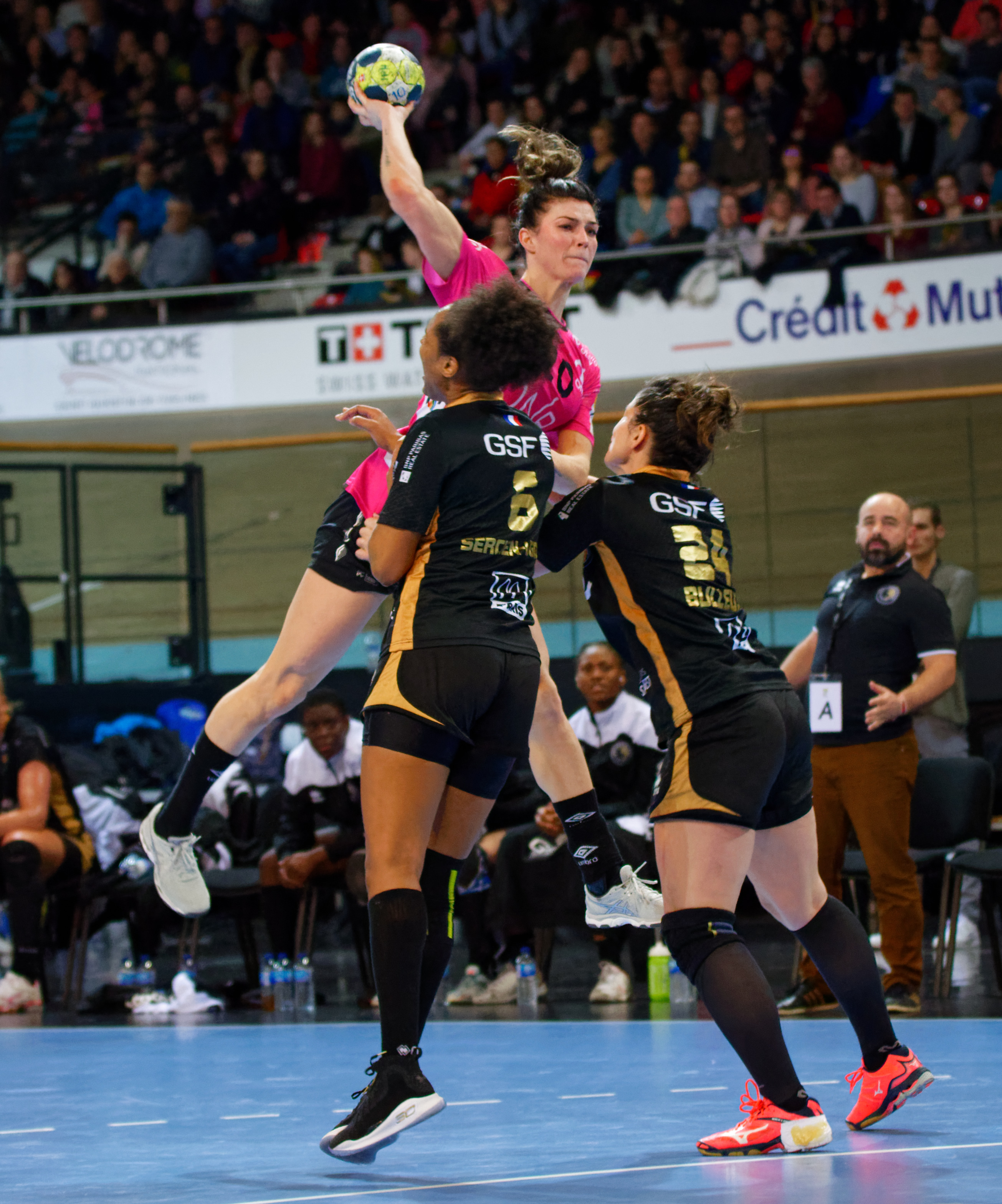
Jeanett Kristiansen bei einem Sprungwurf

Im Jahr 2001 gelang dem Verein, der sich zwischenzeitig in Våg Vipers umbenannt hatte, den Aufstieg in die höchste norwegische Spielklasse. Nachdem das erste Saisonspiel in der heimischen Halle mit 20:26 gegen Nordstrand IF verloren wurde, folgte beim darauffolgenden Auswärtsspiel der erste doppelte Punktgewinn gegen Gjøvik og Vardal HK. Die erste Spielzeit schlossen die Vipers auf dem achten Platz ab. In der folgenden Saison belegte die Mannschaft nach 20 Siegen aus 26 Spielen den dritten Platz und qualifizierte sich erstmals für den Europapokal. Im EHF-Pokal 2003/04 erreichten die Vipers das Halbfinale, in dem die Mannschaft gegen den späteren Pokalsieger Győri ETO KC unterlag. Auch im nächsten Jahr nahm Våg Vipers am EHF-Pokal teil, in dem die Mannschaft im Achtelfinale erneut an dem späteren Pokalsieger Győri ETO KC scheiterte. In der Folgezeit belegte die Damenmannschaft nur noch Mittelfeldplätze oder entgingen sogar knapp dem Abstieg. Durch nachlassendes Zuschauerinteresse schrieb der Verein rote Zahlen, weshalb dem Verein im Jahr 2006 zwei Punkte abgezogen wurden. Nachdem ein Jahr später ein Investor eingestiegen war, ging es den Verein anfangs finanziell besser. In der Liga etablierte sich die Mannschaft im sicheren Mittelfeld.
Im Jahr 2009 benannte sich der Verein ein weiteres Mal um und lief fortan als Vipers Kristiansand auf. Auch die Farbe der Spieltracht wechselte von grün-weiß in rosa. Sportlich gelang den Vipers im Jahr 2010 mit dem Einzug ins Pokalfinale den bislang größten Erfolg. Im Finale unterlag die Mannschaft deutlich mit 18:31 gegen das damalige Spitzenteam Larvik HK. Der Verein geriet jedoch in eine finanziellen Schieflage. Nachdem im Jahr 2013 ein neuer Geschäftsführer tätig wurde, änderte sich jedoch die Situation. Durch die Einstellung des Trainers Gunnar Pettersen, der vormals die norwegische Nationalmannschaft trainierte, stieg das mediale Interesse am Verein. Dieses hatte einen positiven Effekt bei der Sponsoren-Akquise. Weiterhin stieg auch wieder das Zuschauerinteresse. Zur Saison 2016/17 übernahm Kenneth Gabrielsen die Mannschaft, die in dieser Spielzeit einige namhafte Neuzugänge hatte. Die Vipers fügten in dieser Spielzeit dem Spitzenteam Larvik die erste Heimniederlage nach über 18 Jahren bei. In dem folgenden Playoff-Finale, dem Sluttspill, scheiterten die Vipers jedoch an Larvik. In der Saison 2017/18 gewannen die Vipers erstmals den norwegischen Pokal sowie die norwegische Meisterschaft. In derselben Saison trat die Mannschaft in der EHF Champions League an. Die Mannschaft schied zwar nach der Gruppenphase aus dem Wettbewerb aus, durfte jedoch anschließend in der Gruppenphase des EHF-Pokals mitspielen. Die Vipers verloren die ersten drei Spiele und standen am Ende der Hinrunde auf dem letzten Platz. Durch drei Siege in der Rückrunde gelang es der Mannschaft sich noch für das Viertelfinale zu qualifizieren. Nachdem die Vipers im Viertel- und Halbfinale erfolgreich waren, zog das Team erstmals in ein europäisches Pokalfinale ein. In diesem Finale unterlag Kristiansand nach Hin- und Rückspiel mit 51:52 gegen die rumänische Mannschaft SCM Craiova.

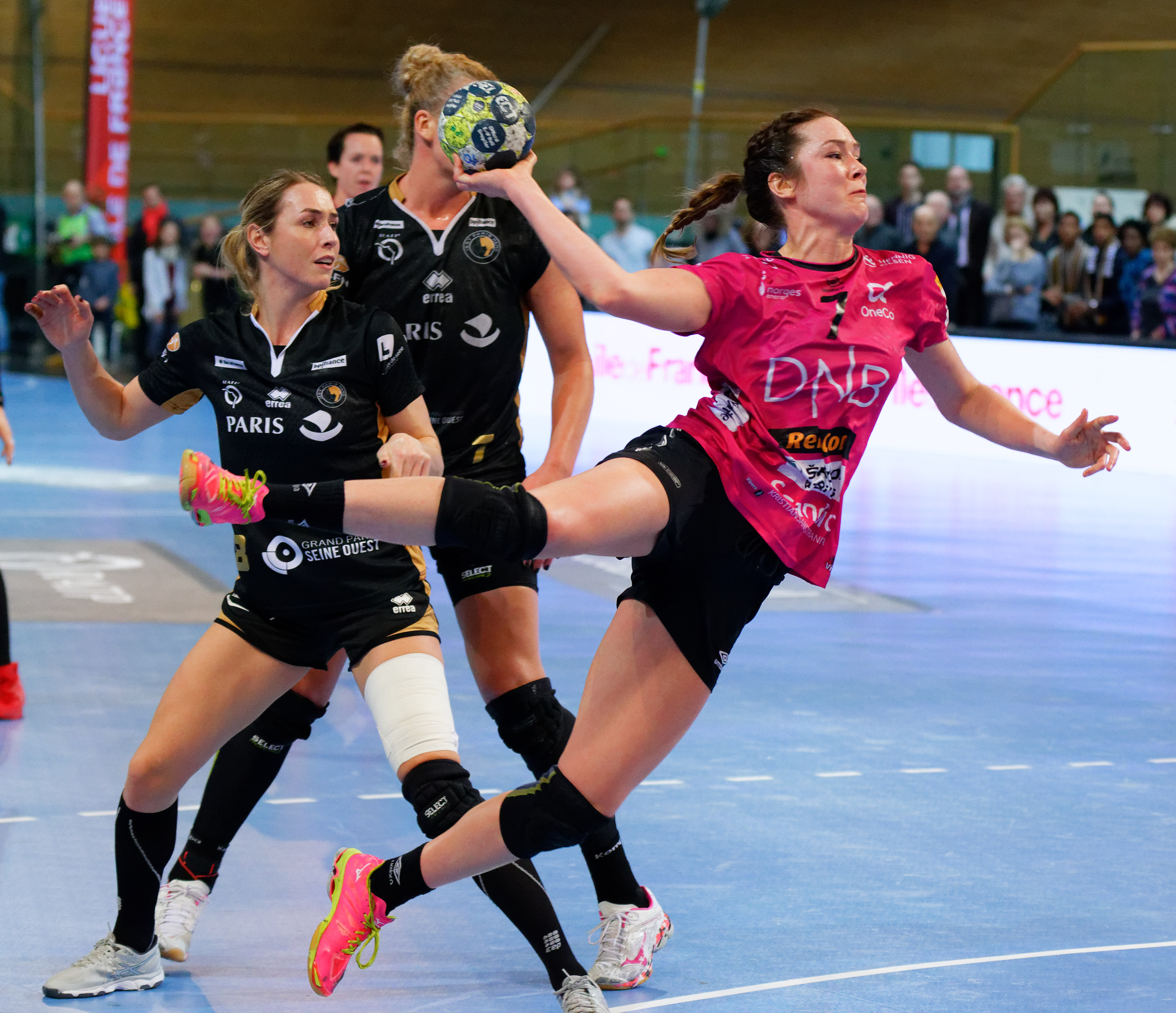
Kari Brattset setzt sich am Kreis durch

Im Sommer 2018 übernahm Ole Gustav Gjekstad das Traineramt. Unter seiner Leitung verteidigten die Vipers in der Saison 2018/19 die norwegische Meisterschaft sowie den norwegischen Pokal. In derselben Saison erreichte die Mannschaft das Final Four der EHF Champions League. Nachdem die Mannschaft im Halbfinale ein weiteres Mal an Győri ETO KC gescheitert waren, wurde das Spiel um den dritten Platz gegen Metz Handball gewonnen. In der Saison 2019/20 gewann das Team die Vorrunde der norwegischen Meisterschaft sowie den norwegischen Pokal. Aufgrund der COVID-19-Pandemie wurden im März 2020 die Play-offs der norwegischen Liga abgesetzt. Da die Saison 2020/21 aufgrund der COVID-19-Pandemie abgebrochen werden musste, wurde die Meisterschaft in einem Entscheidungsspiel zwischen den Viper und Storhamar Håndball ermittelt, dass die Vipers mit 34:25 gewannen. Im selben Jahr gewannen die Vipers erstmals die EHF Champions League.
Wegen wirtschaftlicher Schwierigkeiten zu Anfang 2024 wurden Gehaltskürzungen bei Spielerinnen und Trainern sowie Entlassungen in der Verwaltung vorgenommen. Im Februar 2024 wurde verkündet, dass die Finanzierung bis zum Ende der Spielzeit gesichert sei. Dem Verein fehlten im Oktober 2024 insgesamt 25 Mio. NOK für den Weiterbetrieb. Die Spielerinnen wurden informiert, dass sie den Verein verlassen können, wenn sie ein Angebot haben. Kurz bevor der Verein im selben Monat Insolvenz hätte anmelden müssen, sagte eine Gruppe von lokalen Investoren ihre Unterstützung zu. Im Januar 2025 musste der Verein endgültig Insolvenz anmelden. Wegen des Rückzugs aus der laufenden Saison 2024/2025 der EHF Champions League wurde der Verein von der EHF mit einem zweijährigen Ausschluss aus europäischen Wettbewerben bestraft.

## Erfolge

### Eliteserie
- Sieger: 2017/18, 2018/19, 2019/20, 2020/21, 2021/22, 2022/23, 2023/24
- Zweiter: 2016/17

### Norgesmesterskap
- Sieger: 2017, 2018, 2019, 2020, 2021, 2022/23, 2023/24
- Zweiter: 2010

### Sluttspill
- Sieger: 2017/18, 2018/19, 2021/22, 2022/23, 2023/24

### EHF Champions League
- Sieger: 2020/21, 2021/22, 2022/23
- 3. Platz: 2018/19

### EHF-Pokal
- Finale: 2017/18

## Letzter Kader (bis 2025)
| Nr. | Nation      | Name                    | Position        | Geburtsdatum       |
| --- | ----------- | ----------------------- | --------------- | ------------------ |
| 1   | Norwegen    | Dina Frisendal          | Tor             | 31. Juli 2004      |
| 12  | Norwegen    | Silje Solberg           | Tor             | 16. Juni 1990      |
| 16  | Norwegen    | Katrine Lunde Haraldsen | Tor             | 30. März 1980      |
| 6   | Schweden    | Carin Strömberg         | Rückraum Mitte  | 10. Juli 1993      |
| 8   | Schweden    | Jamina Roberts          | Rückraum links  | 28. Mai 1990       |
| 9   | Schweden    | Nina Koppang            | Rückraum rechts | 31. Mai 2002       |
| 10  | Norwegen    | Vilde Kaurin Jonassen   | Linksaußen      | 1. September 1992  |
| 11  | Norwegen    | Silje Waade             | Rückraum rechts | 20. März 1994      |
| 14  | Norwegen    | Tuva Ulsaker Høve       | Rechtsaußen     | 11. Juni 2000      |
| 18  | Norwegen    | Mina Hesselberg         | Linksaußen      | 20. April 2000     |
| 20  | Niederlande | Merel Freriks           | Kreis           | 6. Januar 1998     |
| 21  | Spanien     | Paula Arcos Poveda      | Rückraum rechts | 21. Dezember 2001  |
| 22  | Norwegen    | Marta Tomac             | Rückraum Mitte  | 20. September 1990 |
| 23  | Niederlande | Lois Abbingh            | Rückraum links  | 13. August 1992    |
| 29  | Niederlande | Larissa Nüsser          | Rückraum Mitte  | 8. Februar 2000    |
| 31  | Kroatien    | Ana Debelić             | Kreis           | 9. Januar 1994     |
| 37  | Tschechien  | Jana Knedlíková         | Rechtsaußen     | 22. Juni 1989      |
| 38  | Schweiz     | Mia Emmenegger          | Rechtsaußen     | 17. Januar 2005    |
| 52  | Norwegen    | Sunniva Andersen        | Linksaußen      | 12. November 1996  |

## Bekannte ehemalige Spielerinnen
- Kari Brattset
- Angie Geschke
- Markéta Jeřábková
- Veronica Kristiansen
- Kristine Lunde-Borgersen
- Henny Reistad
- Þórey Rósa Stefánsdóttir
- Linn Jørum Sulland
- Karin Weigelt
- Anna Wjachirewa